# 1146年
| 千纪： | 2千纪 |
| 世纪： | 11世纪 \| 12世纪 \| 13世纪                                                                                       |
| 年代： | 1110年代 \| 1120年代 \| 1130年代 \| 1140年代 \| 1150年代 \| 1160年代 \| 1170年代                                 |
| 年份： | 1141年 \| 1142年 \| 1143年 \| 1144年 \| 1145年 \| 1146年 \| 1147年 \| 1148年 \| 1149年 \| 1150年 \| 1151年       |
| 纪年： | 丙寅年（虎年）；西夏人慶三年；金皇統六年；西辽咸清三年；南宋紹興十六年；大理廣運九年；越南大定七年；日本久安二年 |

## 大事记
- 大足石刻－北山摩崖造像建成。
- 3月31日——法國修道院院長聖伯爾納鐸於弗澤萊發表演講，向路易七世宣揚發動第二次十字軍東征的必要性。
- 金熙宗處死蒙兀國首領俺巴孩可汗，成為後來成吉思汗討伐金國的口實。
- 基輔大公弗謝沃洛德二世·奧利戈維奇逝世，但並未選擇自己的兩個兒子斯維亞托斯拉夫·弗謝沃洛多維奇與雅羅斯拉夫·弗謝沃洛多維奇，而是選擇了弟弟伊戈爾二世·奧利戈維奇作為大公公位的繼承人，導致基輔羅斯爆發了全面內戰。
- 梁贊大公弗拉基米爾·斯維亞托斯拉維奇與斯維亞托斯拉夫·奧利戈維奇結盟對抗伊賈斯拉夫二世·姆斯季斯拉維奇，但反被後者逐出諾夫哥羅德-謝威爾斯基。
- 摩洛哥王國穆瓦希德王朝的哈里發阿卜杜勒·慕敏為了渡海進攻伊比利亞半島，在沿海古城薩累的廢墟建立拉巴特，即目前摩洛哥的首都。

## 出生
- 完顏允恭，金世宗完顏雍第二子，金章宗完顏璟之父。
- 威廉·马歇尔，英国最伟大的骑士。
- 黄裳 (南宋)，南宋名臣

## 逝世
- 劉豫，宋朝人，曾經被金朝冊封為「齊皇帝」。（1073年出生，73岁）
- 俺巴孩，蒙兀國可汗。
- 8月1日——弗謝沃洛德二世·奧利戈維奇，古羅斯政治家，曾是切爾尼戈夫公爵，1139年成為基輔大公。
- 韓企先，金朝宰相。
- 伊马德丁·赞吉，赞吉王朝创立者